# Station Nowe Dębe Wielkie
Station Nowe Dębe Wielkie is een spoorwegstation in de Poolse plaats Dębe Wielkie.